# Bőcs
Bőcs är en ort i Ungern.   Den ligger i provinsen Borsod-Abaúj-Zemplén, i den nordöstra delen av landet, 160 km öster om huvudstaden Budapest. Bőcs ligger 102 meter över havet och antalet invånare är 2 677.
Terrängen runt Bőcs är platt. Runt Bőcs är det tätbefolkat, med 286 invånare per kvadratkilometer. Närmaste större samhälle är Miskolc, 14,7 km väster om Bőcs. Trakten runt Bőcs består till största delen av jordbruksmark.